# Eliot Zigmund
Eliot Zigmund est un batteur de jazz américain né le 14 avril 1945 à New York.

## Biographie
Dans sa jeunesse, Eliot Zigmund étudie au « Mannes College of Music  » puis au « City College » de New York. Il devient professionnel à 16 ans.
De 1976 à 1979, il est batteur du trio du pianiste Bill Evans. Dans les années 1980, il accompagne, pendant 5 ans, le pianiste français Michel Petrucciani.
On a pu l'entendre avec des jazzmen comme Jim Hall, Stan Getz, Joanne Brackeen, Don Friedman, Ron McClure, Art Lande, Richie Beirach, Lee Konitz, Fred Hersch, Red Mitchell, Eddie Gomez, Eddie Henderson, Vic Juris, Benny Golson, Enrico Pieranunzi, Marvin Stamm, Vince Guaraldi, etc. 
Parallèlement, il a mène une carrière de musicien de studio (enregistrements avec Neil Sedaka, Dionne Warwick, les Pointer Sisters, etc.) et d'enseignant.